# Harold Ross Eycott-Martin
Harold Ross Eycott-Martin (Haywards Heath, 2 gennaio 1897 – ...) è stato un aviatore britannico.
Il capitano Harold Ross Eycott-Martin, insignito della Military Cross, iniziò e finì la sua carriera militare nei Royal Engineers. Mentre era in servizio per la Royal Air Force, avrebbe ricevuto una Military Cross nella ben nota azione aerea in Italia in cui Alan Jerrard vinse la sua Victoria Cross. Eycott-Martin avrebbe concluso la guerra come un Asso dell'aviazione accreditato con otto vittorie aeree. All'indomani della guerra cadette in disgrazia. Dopo essere stato dichiarato in bancarotta, avrebbe abbandonato i Royal Engineers e sarebbe stato espulso dall'esercito.

## Biografia
Harold Ross Eycott-Martin è nato a Haywards Heath nel 1897. Era il figlio maggiore. Suo padre era un funzionario pubblico nel Protettorato del Bechuanaland. La residenza di sua madre in Inghilterra era a Lindfield, nel Mid Sussex del West Sussex, vicino a Haywards Heath.

## Prima guerra mondiale
Eycott-Martin venne assegnato il 27 ottobre 1915, all'età di 18 anni, come sottotenente nei Royal Engineers della Royal Military Academy di Woolwich. Dopo essere stato assegnato al Royal Flying Corps, è stato nominato Flying officer il 29 marzo 1917. Nel maggio del 1917 fu inviato nel No. 41 Squadron RFC nel nord della Francia. Una settimana dopo essersi unito allo squadron, si è schiantato con un Royal Aircraft Factory F.E.8 durante il decollo. Il 24 maggio 1917, la Flight Newsletter riferiva che Eycott-Martin era rimasto ferito. Sembra probabile che sia stato ferito nell'incidente al decollo. Il 1º luglio 1917, Eycott-Martin fu promosso tenente nella sua unità di appartenenza, i Royal Engineers.
Il 7 febbraio 1918 fu riassegnato nel No. 66 Squadron RFC in Italia. In breve tempo, ha raggiunto le sue prime due vittorie aeree. Poi, il 30 marzo 1918, lui ed Alan Jerrard furono collaboratori di Peter Carpenter nella nota occasione in cui Jerrard vinse la sua Victoria Cross. In quella stessa azione, ad Eycott-Martin sono state attribuite due vittorie; il 5 aprile 1918, gli fu successivamente assegnata una Military Cross per il suo ruolo in questo combattimento.
La lista delle vittorie di Eycott-Martin raggiunse il numero di otto il 22 giugno 1918. Il 13 luglio fu temporaneamente promosso capitano; quasi certamente divenne contemporaneamente un Flight commander.
La Military Cross di Eycott-Martin è stata finalmente pubblicata sulla Gazzetta il 16 settembre 1918. La sua citazione diceva:
Lt. Harold Ross Eycott-Martin, R.E., R.A.F.
Per grande galanteria e devozione al dovere. In una pattuglia con altri due aerei ha attaccato diciannove aerei nemici. Dei sei aerei nemici abbattuti in questa occasione ne ha abbattuti due. In altre due occasioni ha abbattuto un aereo nemico.

## Il dopoguerra
Eycott-Martin rimase nella Royal Air Force nel dopoguerra, ma ebbe una carriera turbolenta. Il 17 gennaio 1919, tornò da capitano temporaneo di nuovo a tenente. Dal 27 gennaio al 30 aprile, è stato rioccupato come capitano temporaneo. Il 27 giugno 1919 fu rivalutato da tenente (Ad.) a tenente (A.). Il 14 ottobre 1919, lasciò il suo incarico nella Royal Air Force; tuttavia, ha mantenuto il suo incarico nei Royal Engineers.
Nel bel mezzo di questa crisi di carriera, il 10 aprile 1919, fu annunciato che era fidanzato con Muriel Horner. Tuttavia, non è noto se il matrimonio sia mai avvenuto.
Il 14 maggio 1920, Harold Ross Eycott-Martin, erroneamente citato come un ufficiale della RAF, è stato segnalato come residente a 9 Trebovir Road, Earls Court a Londra, così come al Maiden Head Hotel, Uckfield, nel Sussex. Questa informazione era contenuta in una dichiarazione di Bancarotta. Il 5 agosto 1920 il tenente Eycott-Martin fu rimosso dai ruoli dei Royal Engineers per Diserzione. Poi è scomparso nelle nebbie della storia.

## Riferimenti
- Franks, Norman Sopwith Camel Aces of World War 1: Volume 52 of Aircraft of the Aces. Osprey Publishing, 2003. ISBN 1-84176-534-1, ISBN 978-1-84176-534-1.